# Tymczasowy Komitet Pomocy Żydom

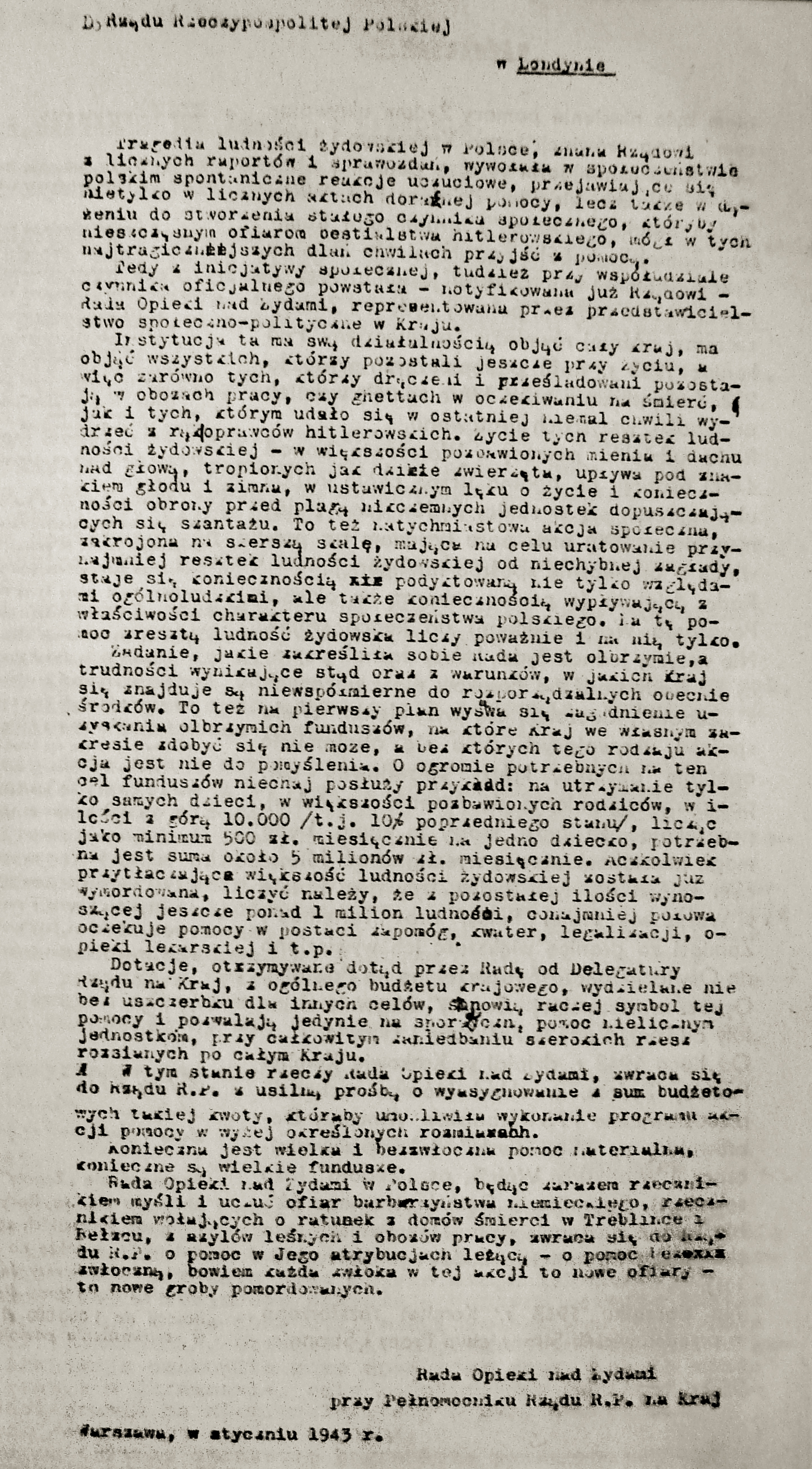
List ze stycznia 1943 roku do Rządu w Londynie z prośbą o pomoc finansową sygnowany przez Radę Opieki nad Żydami.

Tymczasowy Komitet Pomocy Żydom (Żegota) – polska organizacja podziemna powołana 27 września 1942 z inicjatywy Zofii Kossak-Szczuckiej i Wandy Krahelskiej-Filipowicz.
Utworzony przez działaczy Frontu Odrodzenia Polski, Polskiej Organizacji Demokratycznej, Związku Syndykalistów Polskich i PPS-WRN.
4 grudnia 1942 przekształcony w Radę Pomocy Żydom.